# ونى
وَنَى أو الترهل (بالإنجليزية: Atony)‏ (باللاتينية: atonia) وهيَ الحالة التَي تَفقد فيها العَضلة قُوتها، وغالباً ما تَرتبط هذه الحالة مَع بعض الحالات الأُخرى مثل: نَوبات الصَرع الإرتخائية وَالانسداد المَعوي وَالوَنَى القولوني وَالوَنَى الرَحمي وَ الوَنى الرَقصي.
تُشير كَلمة الوَنَى في بعض الأحيان إلى شَلل أو استرخاء العَضلات الهيكلية في حَالة نَوم حَركة العين السريعة في مُعظم ذوات الدَم الحار.

## التَسمية
يَعود أصل كَلمة وَنى في اللغة العَربية  إلى:
- ونَى الشَّيءَ / ونَى عن الشَّيءِ: تركه وَأهمله.
- ونَى في الأمرِ: ضَعُف وفَتَر، وكَلَّ وأعيا.

وَتُعتبر كلمة وَنَى تَرجمة لِمُصطلح (atony) المأخوذ أصلاً من كلمة (ἀτονία) في اللغة اليونانية القديمة والتي تَعني الوَهن والتَراخي.

## المَراجع
1. ↑  نزار مصطفى الملاح (د.ت.)، معجم الملاح في مصطلحات علم الحشرات (بالعربية والإنجليزية)، الموصل: جامعة الموصل، ص. 90، QID:Q118929029 {{استشهاد}}: تحقق من التاريخ في: |publication-date= (مساعدة)
2. ↑  تَمت ترجمة المُصطلحات اعتماداً على المُعجم الطبي المُوحد، وَبرنامج المُعجم الطَبي/الإصدار الثاني، وَموقع المَعاني. نسخة محفوظة 22 يوليو 2018 على موقع واي باك مشين.
3. ↑  مُعنى كَلمة "وَنى" مُعجم عربي-عربي/ موقع المعاني نسخة محفوظة 04 مارس 2016 على موقع واي باك مشين.